# ضريح الشاه غريب
ضريح الشاه غريب (بالفارسية: آرامگاه شاه غریب) هو ضريح تاريخي يعود إلى السلالة الصفوية، ويقع في مقاطعة أراك.